# 約克郡博物館
約克郡博物館（Yorkshire Museum）是英國的一座博物館，位於英格蘭約克。

## 历史
約克郡博物館分為四個展區，分別展示生物學、地質學、考古學和天文學的展示品。博物館建築由威廉·威爾金斯設計，是一座希臘復興風格建築，也是英國的一級保護建築。約克郡博物館成立於1830年2月，是英國歷史最悠久的博物館之一。1831年9月26日，英國科學協會的創立大會就是在約克郡博物館舉行。

## 外部連結
- The Yorkshire Museum and Gardens website （页面存档备份，存于）
- The Yorkshire Philosophical society （页面存档备份，存于）
- History of York website （页面存档备份，存于）
- 關於其詳細資料（464225）Museum, Tempest Anderson Hall and abbey remains: Grade I，英格蘭圖庫，英格蘭遺產委員會
- In pictures: Letting in the light BBC  （页面存档备份，存于）